# Hood River, Oregon
Thành phố Hood River (sông Hood) là quận lỵ của Quận Hood River tiểu bang Oregon, Hoa Kỳ. Nó là một cảng trên sông Columbia, và được đặt tên của con sông gần đó là sông Hood. Theo Điều tra Dân số Hoa Kỳ năm 2000, dân số thành phố là 5.831. Năm 2006, theo ước đoán thì dân số của nó tăng lên 6.580.

## Lịch sử
Bưu điện Hood River được thiết lập ở nơi mà bây giờ là thành phố ngày 30 tháng 9 năm 1858, và thành phố được tổ chức có chính quyền vào năm 1895.

## Địa lý
[[Tập tin:Hood river windsurfers 20060701 0759.jpeg|nhỏ|trái|Lướt gió trên sông Columbia tại thành phố Hood River, Oregon.
Hood River nằm ở vị trí 45°42′24″B 121°31′18″T / 45,70667°B 121,52167°TĐã đưa tham số không hợp lệ vào hàm {{#coordinates:}} (45.706665, -121.521719)1 bên bờ sông Columbia đối diện với thành phố White Salmon, Washington.
Theo Cục Điều tra Dân số Hoa Kỳ, thành phố có tổng diện tích là 7,5 km² (2,9 mi²). 5,3 km² (2,0 mi²) là đất và 2,2 km² (0,8 mi²) hay 28.97% là nước.

## Thành phố kết nghĩa
Hood River có một thành phố kết nghĩa. 
- Tsuruta, Nhật Bản

## Giao thông

### Hàng không
Hood River có một phi trường là Phi trường Ken Jernstedt nhưng không phục vụ máy bay phản lực hay máy bay chở khách vào lúc này.

### Xa lộ
Xa lộ liên tiểu bang 84 đi qua thành phố.